# Bayezid II
Bayezid II (tiếng Thổ Nhĩ Kỳ: II.Bayezit hay II.Beyazit; 3 tháng 12, 1447 – 26 tháng 5, 1512) là vị vua thứ 8 của Đế quốc Ottoman đã trị vì từ 1481 đến 1512. Dưới triều đại ông, đế quốc Ottoman có lãnh thổ rộng khoảng 2.375.000 km².

## Tiểu sử
Vua Bayezid sinh ở Dimetoka ngày 3 tháng 12 năm 1448. Ông là con của Mehmed II. Mẹ ông là Mukrime Hatun. Bayezid là một con người dũng cảm, mộ đạo và điềm tĩnh. Giống tất cả các hoàng tử của đế quốc Ottoman, Bayezid được giáo dục bởi nhiều danh nhân thời đó.
Ông mới 7 tuổi khi trở thành tỉnh trưởng Amasya, một trung tâm văn hóa và học vấn kể từ thời nhà Seljuk. Thành phố này là một nơi lý tưởng để dạy dỗ cho thái tử.
Vua Bayezid II mộ đạo và rất giỏi về văn học. Ông mời nhiều thi sĩ nổi tiếng đến cung điện. Ông là một vị vua nhân ái và vì vậy ông hay giúp đỡ người nghèo. Ông nói giỏi tiếng Ả Rập và Ba Tư, sau đó, ông còn tìm hiểu về tiếng địa phương Catagay và Uygur. Ngoài ra, ông còn học về triết học và toán học. Triều đại ông ghi dấu ấn thắng lợi của Ottoman trong cuộc chiến với Venezia trong các năm 1499-1503.
Trong những năm cuối cùng của triều đại Bayezid Han, các con trai của ông đã chiến đấu với nhau để tránh giành lấy quyền lực và ngai vàng, gây bất ổn cho triều đại Ottoman. Bayezid Han nhận ra nguy cơ đế chế sẽ lại bị tan rã nên do đó vào tháng 4 năm 1512, ông quyết định từ bỏ ngai vàng và truyền ngôi lại cho người con trai mình là Ahmet trước. Nhưng khi cấm vệ quân Jannisseries nổi dậy, Bayezid không còn cách nào để rời bỏ quyền cai trị với người con trai khác Selim I, người được cho là người có khả năng nhất để tiếp tục điều hành đế chế Ottoman.
Sau khi đứng ngoài ngai vàng, Bayezid Han đã tới quê nhà gần Edirne nhưng ông ta đã chết trên đường đi vào ngày 26 tháng 5 năm 1512.

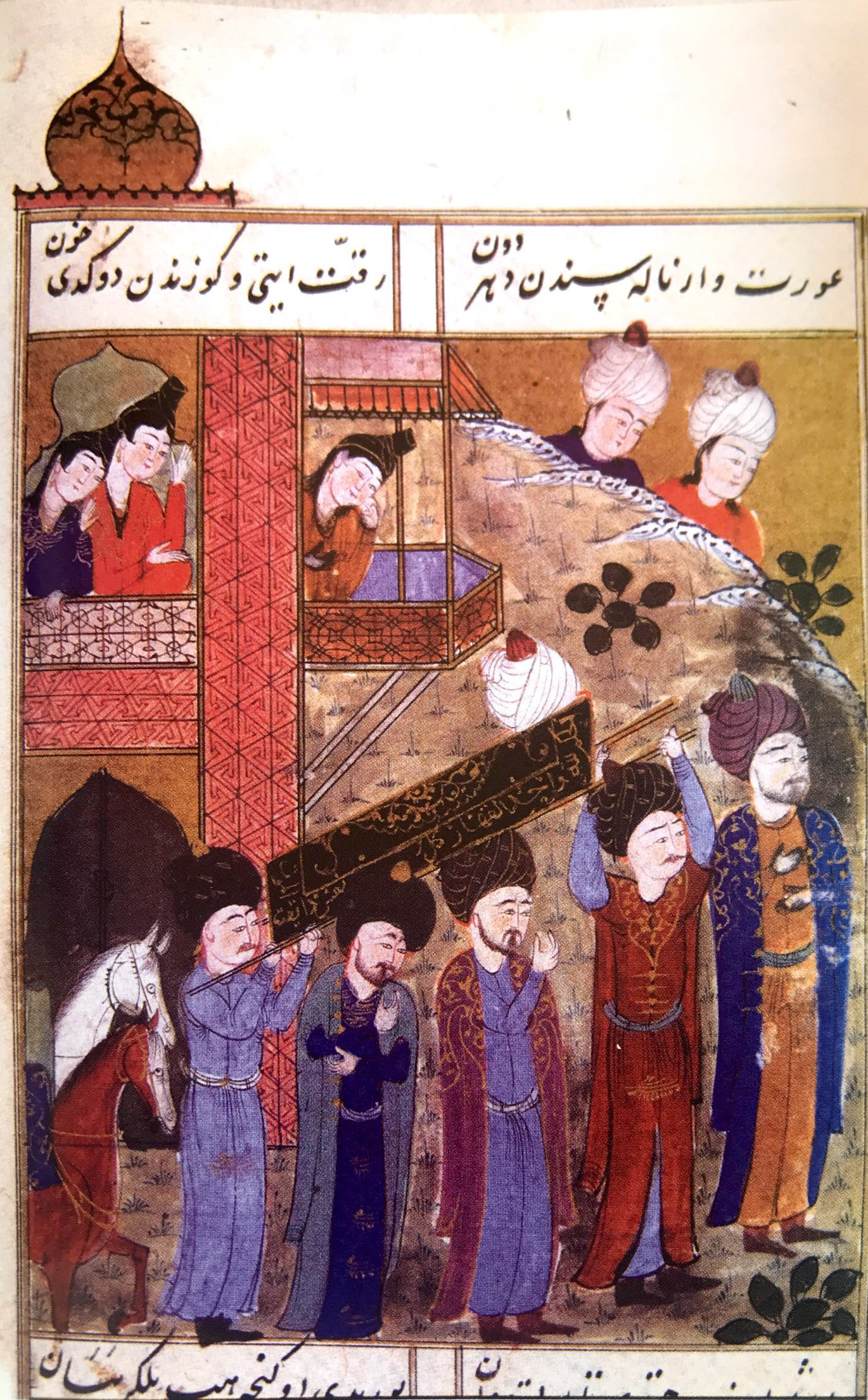
Tang lễ của Sultan Bayezid II ở Selimname (nay thuộc Thổ Nhĩ Kỳ)

Ngày nay, lăng mộ của Thổ Hoàng Bayezid Han nằm ở nhà thờ Hồi giáo Beyazit ở Istanbul.

## Con cái
- Con trai:
  - Mahmud
  - Ahmed
  - Seyidsah
  - Selim I - Sultan thứ 9 của Đế quốc Ottoman
  - Mehmed
  - Korkud
  - Abdullah
  - Alimsah
- Con gái:
  - Aynisah
  - Gevher
  - Muluk
  - Hatice
  - Selcuk
  - Huma